# Karl Wieghardt (Physiker)

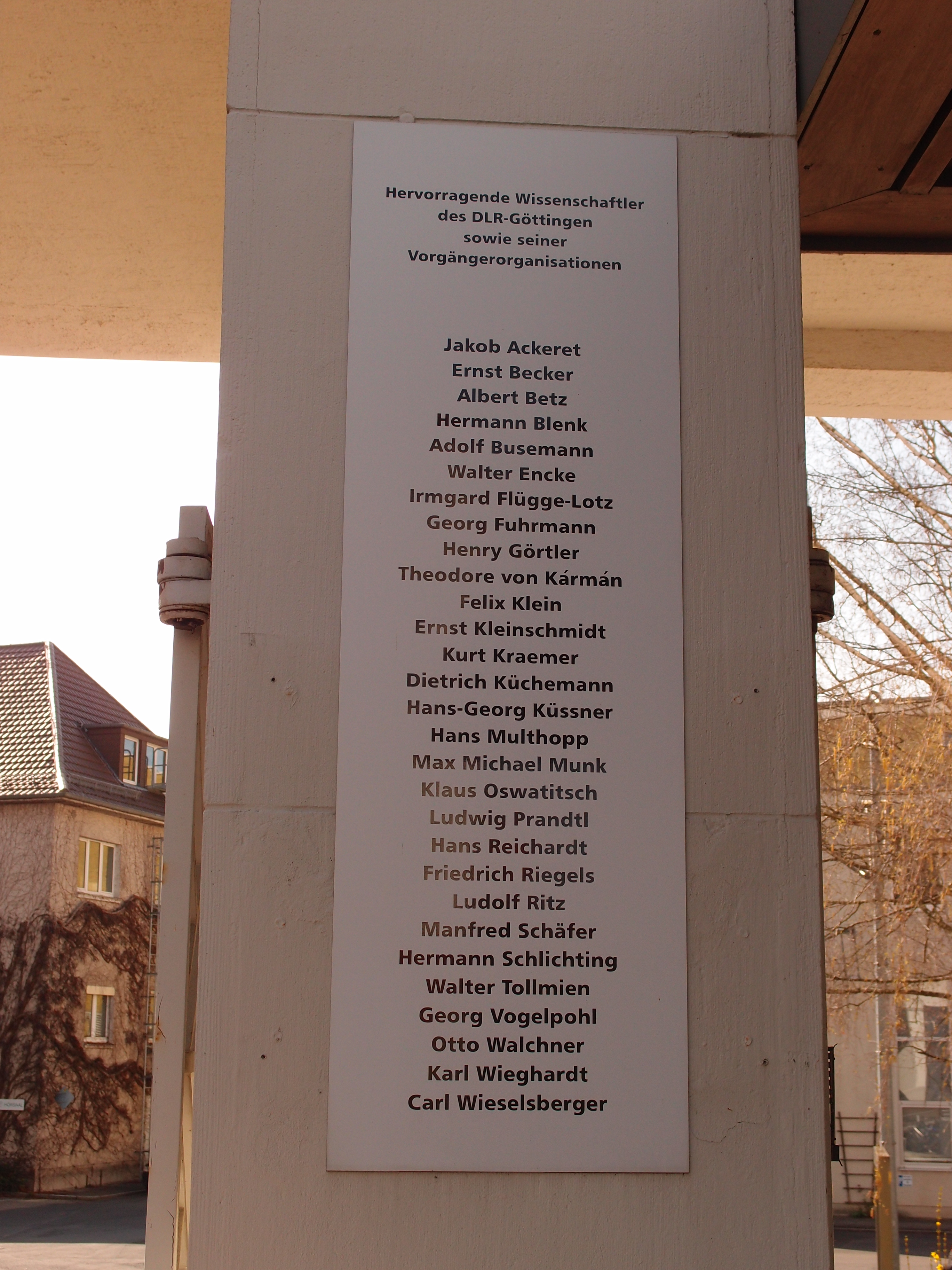
Gedenktafel für Karl Wieghardt und andere Wissenschaftler am DLR-Eingang, Göttingen, Bunsenstraße 10

Karl Wieghardt (* 20. November 1913 in Wien; † 26. November 1996 in Hamburg) war ein deutscher Physiker und Strömungsmechaniker.

## Leben und Wirken
Wieghardt war der Sohn des Mathematik- und Mechanikprofessors Karl Wieghardt und wuchs nach dem Tod des Vaters bei seiner Stiefmutter Auguste Lazar auf. Er studierte Maschinenbau und Technische Physik an der TH Dresden (1932 bis 1935) und in Göttingen, wo er 1938 über ein Thema der Aerodynamik bei Ludwig Prandtl promovierte (Auftriebsverteilung am Rechteckflügel). Danach arbeitete er als dessen Assistent an Prandtls Kaiser-Wilhelm-Institut für Strömungsforschung in Göttingen über dessen Grenzschichttheorie. Nach dem Kriegsende 1945 habilitierte er sich in Göttingen und wurde dort im Oktober Privatdozent. Die meisten seiner Arbeiten im Zweiten Weltkrieg für Marine und Luftwaffe wurden nicht publiziert, sondern waren geheim. Nach dem Zweiten Weltkrieg arbeitete er an Forschungsaufträgen der Besatzungsmächte am Göttinger Institut (u. a. schrieb er die Artikel Tragflügel und Wärmeübertragung für die FIAT Reviews of German Science) und war 1949 bis 1952 am Admiralty Research Laboratory der britischen Marine in Teddington. Ab 1952 war er Assistent am Institut für Schiffbau der Universität Hamburg, wo er 1955 außerordentlicher Professor für Strömungslehre wurde und 1960 ordentlicher Professor. Gleichzeitig hielt er Vorlesungen an der TH Hannover, wo er ab 1962 Honorarprofessor war.
Klaus Hasselmann, Träger des Nobelpreises für Physik 2022, hat bei Wieghardt seine Diplomarbeit geschrieben und war von 1957 bis 1961 dessen Wissenschaftlicher Assistent.
Wieghardt arbeitete wie Prandtl sowohl experimentell als auch theoretisch z. B. über turbulente Grenzschichten, Strömung in granularen Medien und Schiffshydrodynamik. Er ist der Verfasser des bekannten Lehrbuchs „Theoretische Strömungslehre“ (Teubner, 2. Auflage 1974). Mit Klaus Oswatitsch war er auch einer der Bearbeiter des „Führers durch die Strömungslehre“ seines Lehrers Prandtl.
1967 bis 1970 war er Präsident der Gesellschaft für Angewandte Mathematik und Mechanik (GAMM). Er war Ehrendoktor der Universität Stuttgart.
Er ist der Vater des Chemikers Karl Wieghardt.